# La Révolution des Daleks
La Révolution des Daleks (Revolution of the Daleks) est un épisode spécial de la douzième saison de la seconde série télévisée britannique Doctor Who. Il a été diffusé le 1er janvier 2021 sur BBC One et voit le retour du Capitaine Jack Harkness, de Jack Robertson (Arachnides au Royaume-Uni) ainsi que des Daleks.
L'épisode est écrit par le showrunner Chris Chibnall et est réalisé par Lee Haven Jones. Sa durée est de 71 minutes, en faisant l'épisode le plus long depuis En apnée, dans la saison 8.

## Synopsis
Pendant que le Docteur est enfermée dans une prison extraterrestre de haute sécurité dans l'espace, ses amis Graham O'Brien, Ryan Sinclair et Yasmin Khan découvrent l'existence d'un plan mettant en jeu les Daleks, et doivent réussir à le combattre, aidés par le Capitaine Jack Harkness.

### Continuité
- Cet épisode marque le retour de John Barrowman dans le rôle du Capitaine Jack Harkness, qui avait été vu la dernière fois dans l'épisode de la saison 12 Le Contrat des Judoons, mais surtout comme personnage principal dans la série Torchwood et lors de l'ère du Neuvième Docteur.
- L'épisode marque également le retour de Chris Noth dans le rôle de Jack Robertson, antagoniste dans la saison 11.
- C'est également le départ de deux des amis principaux du Treizième Docteur depuis ses aventures dans les saisons 11 et 12, à savoir Graham O'Brien et Ryan Sinclair.
- Jack Harkness fait référence à son immortalité et au fait que celle-ci soit due au Docteur dans sa neuvième incarnation ainsi qu'à sa compagne Rose Tyler.
- L'intrigue des Daleks fait suite à l'épisode spécial Nouvel an de 2019 Résolution
- Jack Harkness mentionne Gwen Cooper.
- Jack Harkness mentionne Rose et le fait qu’elle soit coincée dans un univers parallèle.
- Dans la prison où est enfermé le Docteur, on aperçoit plusieurs espèces qu'elle a croisé lors de ses aventures, un Ange pleureur (Les Anges pleureurs), des Oods (La Planète du Diable, 1re partie) et (Le Chant des Oods), ainsi qu'un pting (Le Casse-tête de Tsuranga) et un Silence (L'Impossible Astronaute, 1re partie).

## Distribution
- Jodie Whittaker : Treizième Docteur
- Bradley Walsh : Graham O'Brien
- Mandip Gill : Yasmin Khan
- Tosin Cole : Ryan Sinclair
- John Barrowman : Jack Harkness
- Chris Noth : Jack Robertson
- Harriet Walker : Jo Patterson
- Nathan Stewart-Jarrett : Leo Rugazzi
- Nicholas Briggs : Voix des Daleks

## Production
L'épisode a été écrit par le scénariste et showrunner de la série Chris Chibnall. Il est réalisé par Lee Haven Jones.